# Моденов, Алексей Александрович
Алексей Александрович Моденов (14 февраля 1984, Горький, СССР) — российский футболист.

## Карьера
Начинал свою карьеру в местном клубе «Локомотив-НН». Вместе с ним футболист пробился в профессиональный футбол. Моденов отыграл два года за «железнодорожников» во Втором дивизионе. В дальнейшем игрок выступал за другие российские команды: «Алнас» (Альметьевск), «Олимпия» (Волгоград), «Спартак» (Щёлково).
В середине 2007 года Алексей Моденов перешёл в клуб Высшего узбекского дивизиона «Бухара». За него он провёл 5 встреч. В последнее время Алексей Моденов играл в любительской команде «Росич» (Москва).